# Pesti-síkság
Pesti-síkság är en slätt i Ungern. Den ligger i den centrala delen av landet, 18 km sydost om huvudstaden Budapest.